# Мирза, Анила
Анила Мирза (дат. Aneela Mirza; род. 8 октября 1974, Фредериксверк Ховедстаден, Дания) — датская певица и участница поп-группы Toy-Box, более известная как Aneela.

## Биография
Анила родилась в датском Фредериксверке в семье мусульман. Её мать — наполовину иранка, наполовину пакистанка, отец — парс. Родители будущей певицы познакомились в Индонезии до переезда в Данию. Её детство прошло в Пакистане и Дании. В 15 лет Аниле впервые предложили сняться в Пакистанском фильме, но на это родители Анилы не дали согласия; тем не менее, будущая певица не теряла надежд обрести популярность. После школы она окончила Сент-Лоуренский колледж в Лондоне.

## Карьера
Карьера Анилы как певицы началась в 1995 году, когда она стала участницей датской бабблгам-поп-группы Toy-Box, пользовавшейся мировым успехом в конце 1990-х - начале 2000-х годов и продавшей более 4,5 миллионов альбомов. Хитами группы являлись песни из первых двух альбомов Fantastic и Toy Ride, такие как: «Tarzan & Jane», «Best Friend», «The Sailor Song», «Teddy Bear» и «Superstar».
Анила начала сольную карьеру, выпустив первый сольный сингл «Bombay Dreams» в 2004 и «Jande» в 2005. Трек «Say Na Say Na» Анила спела на панджаби для Болливудского фильма Bluffmaster!. Вместе со шведским певцом ирано-азербайджанского происхождения Арашем исполнила хит «Chori Chori», а также приняла участие в его альбоме «Crossfade». Анила выступала в шведском фильме «Bombay Dreams» и перед королевской семьёй Швеции. Она также была продюсером и написала несколько текстов для песен датского певца Burhan G.

## Личная жизнь
Рост певицы составляет 1,54 м, у нее коричневые волосы и глаза. Помимо пения, Анила увлекается дизайном одежды и изучением боевых искусств.
Анила Мирза вышла замуж и в настоящее время живёт в Лондоне.

## Фильмография
- Bombay Dreams[англ.] – 2004
- Bluffmaster![англ.] – 2005  –  саундтрек "Say Na Say Na"

## Дискография

### Альбомы
Как участница Toy-Box
- 1999 — Fantastic[англ.]
- 2001 — Toy Ride[англ.]

Сольно
- 2006 — Mahi

### Синглы
| Год  | Название                                    | Альбом | Швеция | Дания | Германия | Белоруссия | Швейцария | Финляндия |
| ---- | ------------------------------------------- | ------ | ------ | ----- | -------- | ---------- | --------- | --------- |
| 2004 | Bombay Dreams (feat. Rebecca Zadig и Arash) | Mahi   | 3      | -     | -        | -          | -         | -         |
| 2005 | Jaande                                      | Mahi   | -      | -     | 39       | 15         | -         | -         |
| 2006 | Chori Chori (feat. Arash)                   | Mahi   | 15     | -     | 47       | -          | 82        | 5         |
| 2006 | Mahi                                        | Mahi   | -      | -     | -        | -          | -         | -         |